# Wieluń
Wieluń là một thị trấn thuộc hạt Wieluń, tỉnh Łódź, miền trung Ba Lan. Từ năm 1975-1998, thị trấn nằm trong tỉnh Sieradz, kể từ năm 1999 đến nay, nó thuộc quyền quản lý của tỉnh Łódź. Thị trấn có diện tích 16,9 km². Tính đến ngày 31 tháng 12  năm 2016, dân số của thị trấn là 22.973 người với mật độ 1.400 người/km².
Wieluń có một lịch sử lâu đời và phong phú. Trong quá khứ, nó từng là một trong những khu đô thị quan trọng nhất của Vương quốc Ba Lan và là thủ phủ của Wieluń (Ziemia wieluńska). Nhưng sau cuộc xâm lược thảm khốc của Thụy Điển vào những năm 1655 - 1660, Wieluń bị phá huỷ nghiêm trọng và không còn giữ được vị thế của mình. Vào tháng 9 năm 1939, Wieluń bị Luftwaffe ném bom trong cuộc xâm lược Ba Lan. Điều này đã làm cho ít nhất 127 người thiệt mạng, hàng trăm người bị thương và phá hủy phần lớn Wieluń.

## Giao thông

### Đường

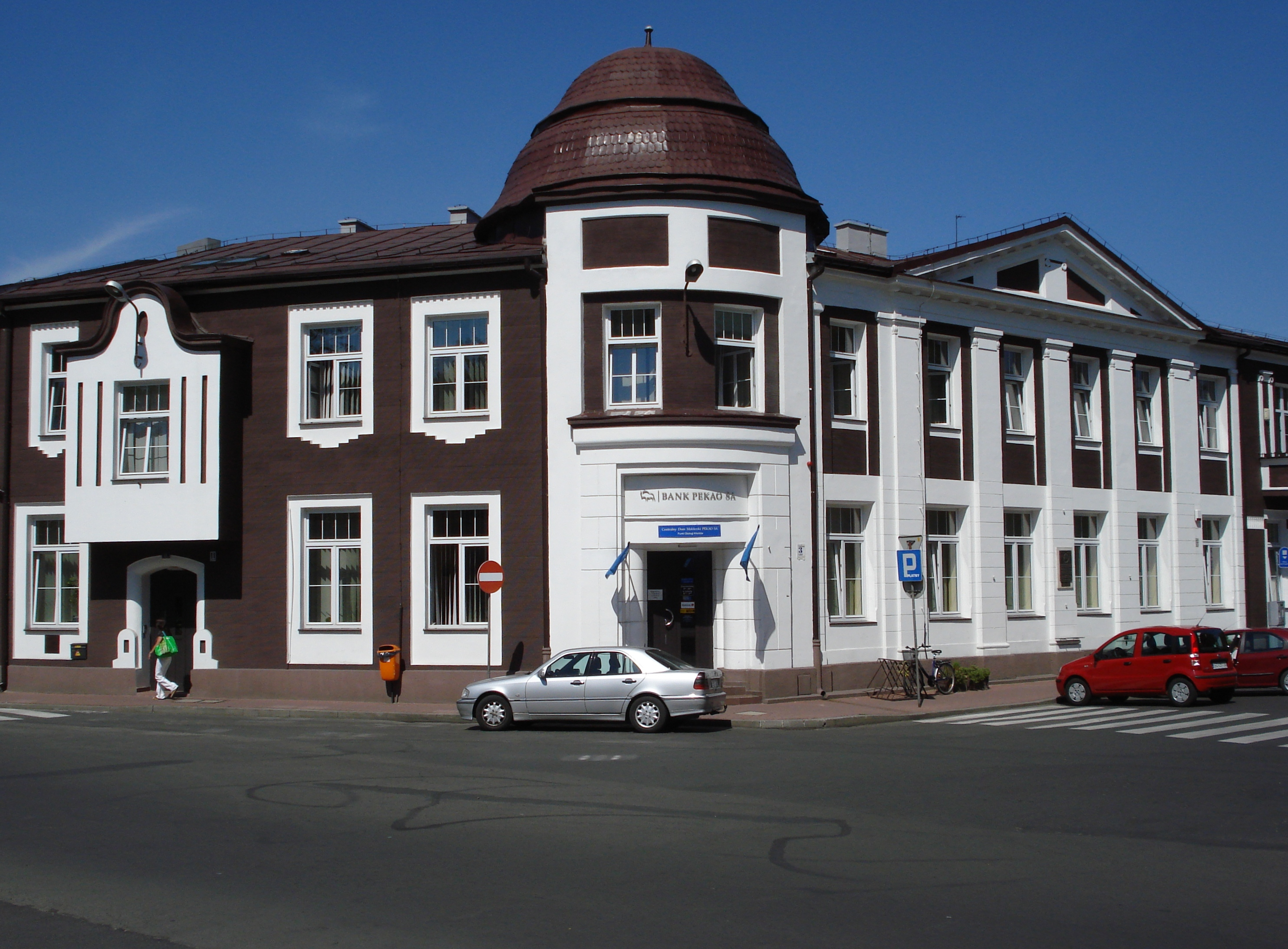
Quảng trường King Casimir

Wieluń là một trung tâm giao thông quan trọng của tỉnh Łódź. Qua Quốc lộ DK 74, Wieluń được kết nối với Warsaw về phía đông bắc và Wrocław về phía tây. Ngoài ra, còn có Quốc lộ DK 43 (từ Wieluń đến Częstochowa) và Quốc lộ DK 45 (từ Wieluń đến Opole và Łódź). Hơn nữa, còn có đường tỉnh số 480 (từ Wieluń đến Łask theo hướng đông bắc) và đường tỉnh số 486 (từ Wieluń đến Radomsko theo hướng đông nam). Vấn đề giao thông lớn nhất ở Wieluń là lượng phương tiện lưu thông qua trung tâm thị trấn quá đông, do không có đường tránh. Đường tránh Quốc lộ DK 74 đã được hoàn thành và đưa vào hoạt động từ tháng 3 năm 2017. Bên cạnh đó, Wieluń cũng có đường cao tốc S8 nằm gần ngoại ô phía bắc của thị trấn. Ngoài ra, Wieluń đang có kế hoạch xây dựng Đường Kalisz-Wieluń dài 70 km trong tương lai.

### Đường sắt

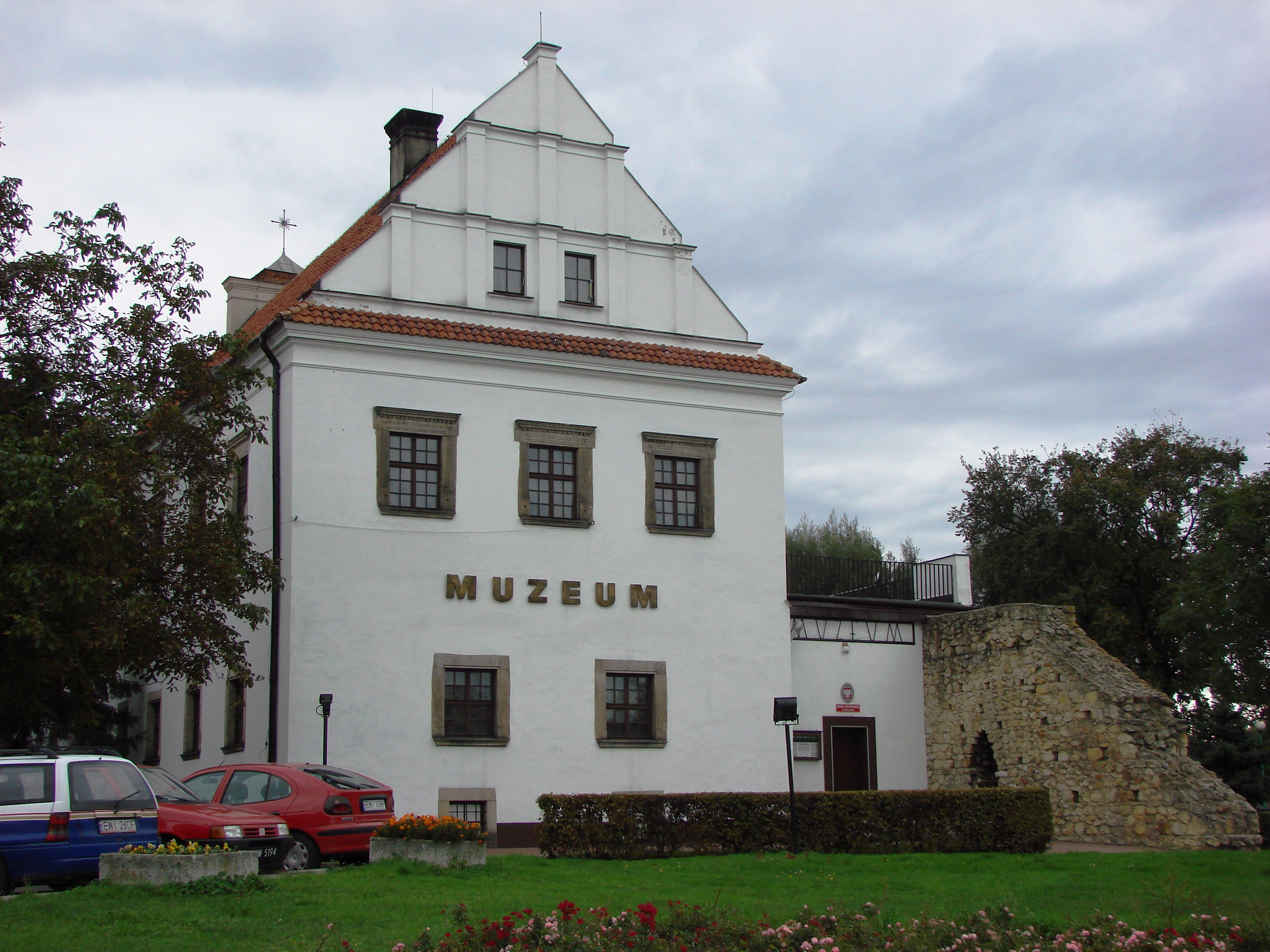
Bảo tàng Wieluń

Wieluń được kết nối trực tiếp với các thành phố như Tarnowskie Góry, Katowice, Poznań, Szczecin và Kępno bằng đường sắt. Tuyến đường sắt kết nối Wieluń với Poznań và Katowice, được xây dựng vào những năm 1920. Ngoài ra, cho đến cuối những năm 1980, có một tuyến đường sắt khổ hẹp, kết nối Wieluń với Praszka gần đó. Hiện tại, thị trấn có hai ga đường sắt đang hoạt động: Wieluń Dąbrowa và Wieluń Miasto. Thị trấn cũng có một loại hình phương tiện di chuyển khác đó là xe buýt. Trong thị trấn có một trạm xe buýt hiện đại (mặc dù được xây dựng vào năm 1976), giúp cho Wieluń có thể kết nối được với các nước lân cận.

### Phương tiện giao thông công cộng
Wieluń có 8 tuyến giao thông công cộng được điều hành bởi một công ty vận tải địa phương - PKS Wieluń:
- Tuyến A: Ga xe lửa Wieluń-Dąbrowa đi Rychłowice
- Tuyến B: Nhà máy đóng chai gas đi Ruda
- Tuyến C: Ga xe lửa Wieluń-Dąbrowa đi Olewin
- Tuyến D: Kurów đi Wierzchlas
- Tuyến D - BIS: Ga xe lửa Wieluń-Dąbrowa đi đường POW
- Tuyến E: Nhà máy đóng chai gas đi Khu nhà ở Stare Sady
- Tuyến G: Nhà máy đóng chai gas đi đường Częstochowska
- Tuyến H: Masłowice đi Khu nhà ở Stare Sady

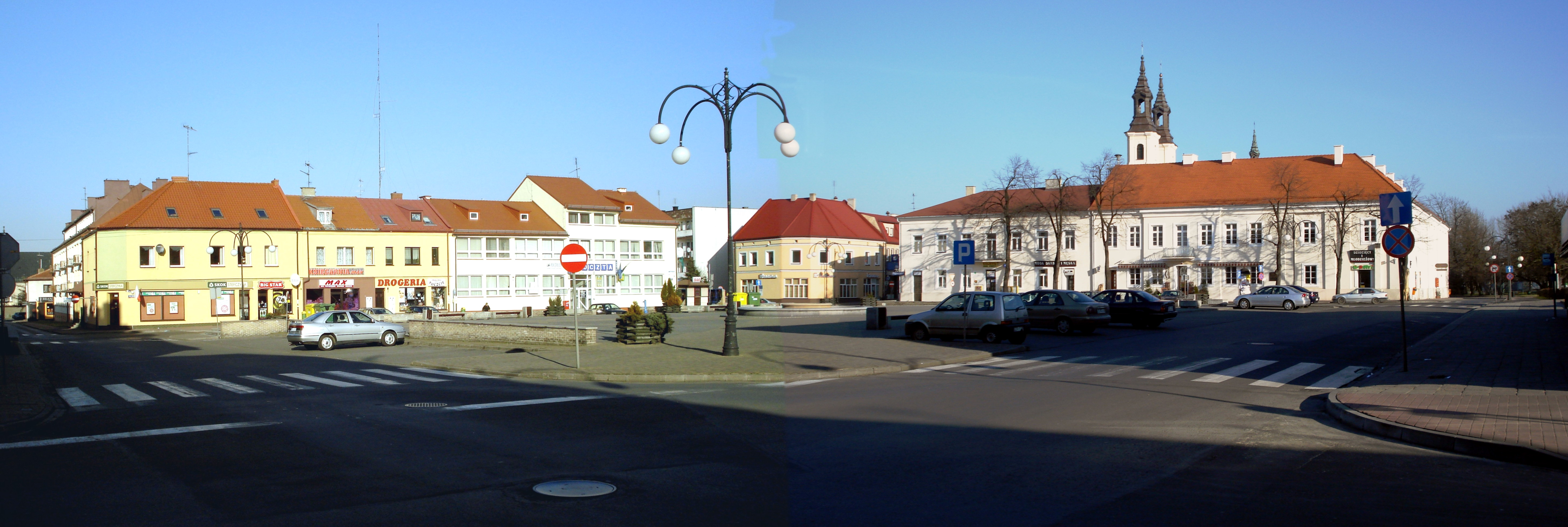
Xin vui lòng Legionów (Quảng trường cũ)

## Những nhân vật nổi tiếng xuất thân từ thị trấn
- Teresa Janina Kierocińska (1885-1946) - một nữ tu người Ba Lan
- Piotr Paweł Morta - một nhà hoạt động chính trị, nhà kinh tế người Ba Lan
- Jan Wątroba - giám mục của Rzeszów tại Ba Lan.
- E Dixiel Zivier (1868 - 1925) - nhà sử học và nhà báo

## Các khu vực chính trong thị trấn
- Khu trung tâm
- Khu nhà ở Armii Krajowej
- Khu nhà ở Bugaj
- Khu nhà ở Kopernika
- Khu nhà ở Stare Sady (khu nhà ở "Vườn cây cổ thụ")
- Khu nhà ở Wyszyńskiego
- Khu nhà ở Wojska Arlingtonkiego
- "Za szpitalem" (phía sau khu nhà ở bệnh viện)
- Niedzielsko
- Chrusty
- Berlinek
- Khu nhà ở Stodolniana
- Khu nhà ở Moniuszki
- Podszubienice
- Kijak
- Błonie